# Königsseer Ache
Die Königsseer Ache ist ein Fluss, der vom Königssee nach Berchtesgaden fließt. In Berchtesgaden vereinigt sie sich mit der Ramsauer Ache und heißt ab hier Berchtesgadener Ache. Die Länge beträgt 4,8 km (Luftlinie 4,1 km), gemessen vom Stauwehr am Nordausgang des Königssees bis zur Einmündung der Ramsauer Ache. Der Abfluss an der Mündung beträgt 8,3 m³/s. Zuständig für das Fließgewässer ist das Wasserwirtschaftsamt Traunstein.
Die Königseer Ache beginnt an der im Jahr 1797 erbaute Seeklause, ein Stauwehr zur Abfluss- und Seeregulierung, mit Holzbrücke für Fußgänger und schindelgedecktem Walmdach. Früher wurde das Wehr zur Holzlände verwendet (das um den Königssee eingeschlagene Holz wurde auf der Königsseer Ache weiter bis kurz vor die Einmündung der Königsseer Ache in die Ramsauer Ache am Triftplatz getriftet), daher auch die Bezeichnung als Triftwehr. Das Bauwerk hat eine eigene Hausnummer, An der Seeklause 25, und ist denkmalgeschützt unter Akten-Nr. D-1-72-132-105 des Bayerischen Landesamts für Denkmalpflege.
Die Regulierung des Abflusses vom Königssee in die Königsseer Ache ist Gegenstand einer Bürgerinitiative, die Maßnahmen zur Reduzierung der Hochwassergefahr entlang der Königsseer Ache verlangt. 
Die Königsseer Ache ist nicht zu verwechseln mit der Königsseeache. Als Königsseeache wird die Berchtesgadener Ache auf österreichischem Staatsgebiet bezeichnet.